# Mussismilia braziliensis
Mussismilia braziliensis är en korallart som först beskrevs av Addison Emery Verrill 1868.  Mussismilia braziliensis ingår i släktet Mussismilia och familjen Mussidae. IUCN kategoriserar arten globalt som otillräckligt studerad. Inga underarter finns listade i Catalogue of Life.